# Ron Rash
Pour les articles homonymes, voir Rash.
Ron Rash, né à Chester en Caroline du Sud le 25 septembre 1953, est un écrivain, poète et nouvelliste américain, auteur de roman policier. Il remporte le Grand prix de littérature policière en 2014 avec le roman Une terre d'ombre (The Cove).

## Biographie
Né à Chester, il est élevé et passe son enfance dans la petite ville de Boiling Springs, en Caroline du Nord.
Il étudie à l'université Gardner–Webb et à l'université de Clemson, où il obtient respectivement un baccalauréat et une maîtrise en littérature anglaise. Il devient ensuite enseignant. Il est aujourd'hui professeur ordinaire ("distinguished professor") en études Appalaches, dans le département de langue anglaise de la West Carolina University (WCU). 
Sa carrière d'écrivain s'amorce en 1994 avec la publication d'un premier recueil de nouvelles, puis d'un recueil de poésie en 1998. 
Lauréat de plusieurs prix littéraires aux États-Unis, il publie Un pied au paradis (One Foot in Eden), son premier roman policier, en 2002. Serena, paru en 2008 aux États-Unis et traduit en 2011 en France, est transposé au cinéma par Susanne Bier en 2014 sous le même titre (Serena). 
Ron Rash vit actuellement à Asheville en Caroline du Nord.

## Œuvres

### Romans
- Un pied au paradis[2], Le Masque, 2009 ((en) One Foot in Eden, 2002), trad. Isabelle Reinharez, 261 p.  (ISBN 978-2-7024-3401-7)Réédition Le Livre de poche no 32043, 2011, 219 p. (ISBN 978-2-253-13382-7) ; nouvelle réédition, Gallimard, coll. « Folio » no 6623, 2019, 319 p. (ISBN 978-2-07-284760-8)
- Le Chant de la Tamassee, Seuil, coll. « Cadre vert », 2016 ((en) Saints at the River, 2004), trad. Isabelle Reinharez  (ISBN 978-2-02-110984-9)
- Le Monde à l'endroit[3], Seuil, coll. « Cadre vert », 2012 ((en) The World Made Straight, 2006), trad. Isabelle Reinharez  (ISBN 978-2-02-108174-9)Réédition Points no 3101, 2013, 361 p. (ISBN 978-2-7578-3598-2)
- Serena[4], Éditions du Masque, 2011 ((en) Serena, 2008), trad. Béatrice Vierne, 404 p.  (ISBN 978-2-7024-3402-4)Réédition Le Livre de poche no 32692, 2012, 522 p. (ISBN 978-2-253-16146-2)
- Une terre d'ombre, Seuil, coll. « Cadre vert », 2014 ((en) The Cove, 2012), trad. Isabelle Reinharez, 242 p.  (ISBN 978-2-02-108918-9)Réédition Points no 4025, 2015, 274 p. (ISBN 978-2-7578-4636-0)
- Un silence brutal, Gallimard, coll. « La Noire », 2019 ((en) Above the Waterfall, 2015), 256 p.  (ISBN 978-2072828621)
- Par le vent pleuré, Seuil, coll. « Cadre vert », 2017 ((en) The Risen, 2016), trad. Isabelle Reinharez, 208 p.  (ISBN 978-2-02-133855-3)
- Une tombe pour deux, Gallimard, coll. « La Noire », 2024 ((en) The Caretaker, 2023), trad. Isabelle Reinharez, 304 p.  (ISBN 978-2-07-304073-2)

### Recueils de nouvelles
- (en) The Night The New Jesus Fell to Earth and Other Stories from Cliffside, North Carolina, 1994
- (en) Casualties, 2000
- (en) Chemistry and Other Stories, 2007
- Incandescences[5], Seuil, coll. « Cadre vert », 2015 ((en) Burning Bright, 2010), trad. Isabelle Reinharez  (ISBN 978-2-02-110983-2)
- (en) Nothing Gold Can Stay, 2013
- (en) Something Rich and Strange, 2014
- Plus bas dans la vallée, Gallimard, 2022 ((en) In the Valley, 2020)  (ISBN 978-2-07-296043-7)

### Nouvelles isolées
- (en) Dangerous Love, 2000
- (en) Graveyard Shift, 2006
- (en) Back of Beyond, 2007
- (en) 26 Days, 2011
- (en) The Outlaws, 2013
- (en) Where the Map Ends, 2014

### Recueils de poésie
- (en) Eureka Mill, 1998
- (en) Among the Believers, 2000
- (en) Raising the Dead, 2002
- (en) Waking, 2011

### Poèmes isolés
- (en) Stanley Fish in the Afterlife, 1992
- (en) The Barn, 1992
- (en) Grabbing, 1994
- (en) 1934, 1994
- (en) Flying Squadron, 1994
- (en) The Old Men at Hamrick’s Carp Pond, 1994
- (en) Catamount, 2000
- (en) Graveyard Fields, 2000
- (en) At Boone Creek Landing, 2001
- (en) Bottomland, 2001
- (en) Shee-Show, 2001
- (en) Tremor, 2001
- (en) The Vanquished, 2001

### Littérature d'enfance et de jeunesse
- (en) The Shark's Tooth, 2001

## Adaptations

### Adaptations au cinéma
- 2014 : Serena (Serena), film américain réalisé par Susanne Bier, d'après le roman éponyme, avec Jennifer Lawrence, Bradley Cooper et Sam Reid
- 2015 : The World Made Straight, film américain réalisé par David Burris, d'après le roman éponyme, traduit en français sous le titre Le Monde à l'endroit, avec Minka Kelly, Haley Joel Osment et Jeremy Irvine

### Adaptations en bande dessinée
- 2022 : Un pied au paradis, Michele Foletti. Éditions Sarbacane

## Prix et récompenses notables
- Prix Sherwood Anderson 1996
- Appalachian Book of the Year 2002 : One Foot in Eden
- Finaliste du PEN/Faulkner Award 2008 : Chemistry and Other Stories
- Finaliste du PEN/Faulkner Award 2009 : Serena
- Frank O'Connor International Short Story Award (en) 2010 : Burning Bright
- SIBA Book Award 2011 : Burning Bright
- David J. Langum (Prix du American Historical Fiction) 2012 : The Cove
- Grand prix de littérature policière 2014 : Une terre d'ombre (The Cove)[6]
- Nomination Trophée 813 2023 de la nouvelle pour Plus bas dans la vallée[7]